# Юрово (Смоленская область)
Юрово — деревня в Монастырщинском районе Смоленской области России. Входит в состав Соболевского сельского поселения. Население — 2 жителя (2007 год). 
Расположена в западной части области в 18 км к северу от Монастырщины, в 27 км западнее автодороги А141 Орёл — Витебск, на берегу реки Упокой. В 36 км восточнее деревни расположена железнодорожная станция Грудинино на линии Смоленск — Рославль. 

## История
В годы Великой Отечественной войны деревня была оккупирована гитлеровскими войсками в июле 1941 года, освобождена в сентябре 1943 года.